# Liste der Stolpersteine in Zuid-Kennemerland

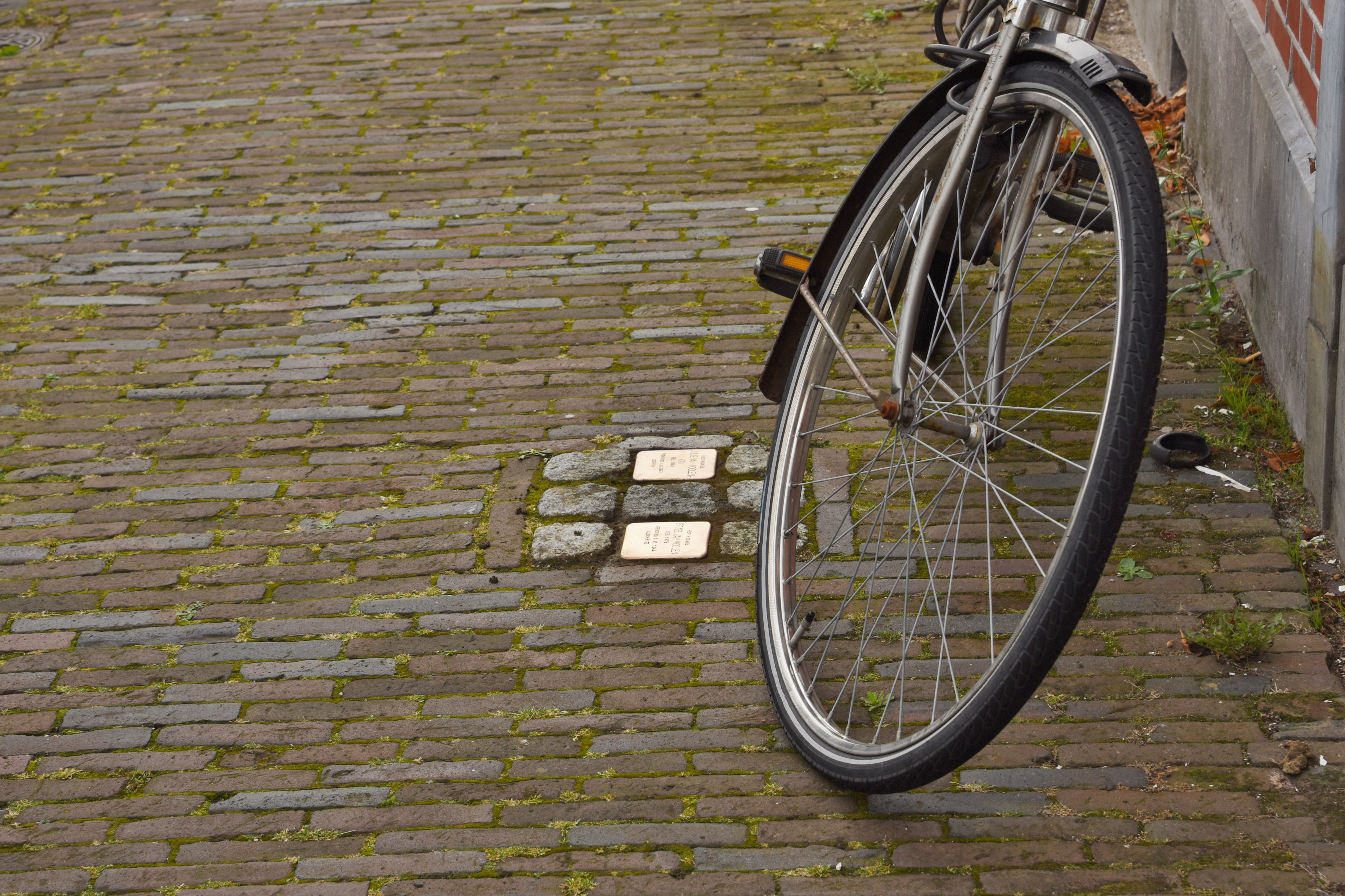
Stolpersteine in Haarlem

Die Liste der Stolpersteine im Zuid-Kennemerland umfasst jene Stolpersteine, die vom deutschen Künstler Gunter Demnig in Zuid-Kennemerland verlegt wurden, einer Region in der niederländischen Provinz Nordholland, angrenzend an Amsterdam. Stolpersteine sind Opfern des Nationalsozialismus gewidmet, all jenen, die vom NS-Regime drangsaliert, deportiert, ermordet, in die Emigration oder in den Suizid getrieben wurden. Demnig verlegt für jedes Opfer einen eigenen Stein, im Regelfall vor dem letzten selbst gewählten Wohnsitz.
Die Verlegung der ersten Stolpersteine in dieser Region fand am 1. März 2013 in Haarlem statt.

## Verlegte Stolpersteine

### Bloemendaal
In Bloemendaal wurden fünf Stolpersteine an zwei Adressen verlegt.
| Stolperstein | Übersetzung | Verlegeort                     | Name, Leben                                  |
| ------------ | --- | ------------------------------ | -------------------------------------------- |
|              | HIER WOHNTE SALOMON PHILIP FRENKEL GEB. 1889 DEPORTIERT 1944 AUS WESTERBORK THERESIENSTADT ERMORDET 24.10.1944 AUSCHWITZ                              | Merellaan 28 Aerdenhout        | Salomon Philip Frenkel (1889–1944)           |
|              | HIER WOHNTE BETSY ADELE FRENKEL-WIENER GEB. 1898 DEPORTIERT 1944 AUS WESTERBORK THERESIENSTADT ERMORDET 24.10.1944 AUSCHWITZ                          | Merellaan 28 Aerdenhout        | Betsy Adele Frenkel-Wiener (1898–1944)       |
|              | HIER WOHNTE EDDY BAREND GOMPERTS GEB. 1917 INTERNIERT 6-11-1942 AMSTERDAM DEPORTIERT 21-9-1943 AUS WESTERBORK ERMORDET 7-6-1944 AUSCHWITZ             | Julianalaan 47 Overveen        | Eddy Barend Gomperts (1917–1944)             |
|              | HIER WOHNTE GESINA WILHELMINA GOMPERTS-POLAK GEB. 1890 INTERNIERT 6-11-1942 AMSTERDAM DEPORTIERT 8-2-1944 AUS WESTERBORK ERMORDET 11-2-1944 AUSCHWITZ | Julianalaan 47 Overveen        | Gesina Wilhelmina Gomperts-Polak (1890–1944) |
|              | HIER WOHNTE WOUTER GERHARD KUYCK GEB. 1886 VERHAFTET 23-12-1943 HAARLEM INTERNIERT 28-1-1944 DEPORTIERT 24-5-1944 AUS VUGHT ERMORDET 28-12-1944 LINZ  | Jozef Israelsweg 9 Bloemendaal | Wouter Gerhard Kuyck (1886–1944)             |

### Haarlem
In Haarlem wurden 46 Stolpersteine an 14 Stellen verlegt.
| Stolperstein | Übersetzung | Verlegeort                             | Name, Leben                                        |
| ------------ | --- | -------------------------------------- | -------------------------------------------------- |
|              | HIER WOHNTE JACQUES ALETRINO GEB. 1907 DEPORTIERT 20.4.1943 AUS WESTERBORK ERMORDET 23.4.1943 SOBIBOR                                  | Duinoordstraat 28 Haarlem              | Jacques Aletrino (1907–1943)                       |
|              | HIER WOHNTE REBECCA ALETRINO-DE VRIES GEB. 1903 DEPORTIERT 20.4.1943 AUS WESTERBORK ERMORDET 23.4.1943 SOBIBOR                         | Duinoordstraat 28 Haarlem              | Rebecca Aletrino-de Vries (1903–1943)              |
|              | HIER WOHNTE JOSEPHUS NICOLAAS BEEK GEB. 1921 DEPORTIERT 6-7-1943 AUS WESTERBORK ERMORDET 9-7-1943 SOBIBOR                              | Hoofmanstraat 22 Haarlem               | Josephus Nicolaas Beek (1921–1943)                 |
|              | HIER WOHNTE PHILIP BEEK GEB. 1915 GEFLÜCHTET VERHAFTET DEPORTIERT 1942 AUS AMERSFOORT ERMORDET 17-6-1942 BUCHENWALD                    | Hoofmanstraat 22 Haarlem               | Philip Beek (1915–1942)                            |
|              | HIER WOHNTE REBECCA ELIZABETH BEEK GEB. 1917 DEPORTIERT 1944 AUS WESTERBORK ERMORDET 30-4-1944 AUSCHWITZ                               | Hoofmanstraat 22 Haarlem               | Rebecca Elizabeth Beek (1917–1944)                 |
|              | HIER WOHNTE HENRIËTTE BEEK-BRAMSON GEB. 1882 DEPORTIERT 24-8-1943 AUS WESTERBORK ERMORDET 27-8-1943 AUSCHWITZ                          | Hoofmanstraat 22 Haarlem               | Henriëtte Beek-Bramson (1882–1943)                 |
|              | HIER WOHNTE ALFRED DE BRAVE GEB. 26-3-1941 DEPORTIERT 18-9-1942 AUS WESTERBORK ERMORDET 21-9-1942 AUSCHWITZ                            | Veenbergplein 10 zwart Haarlem         | Alfred de Brave (1941–1942)                        |
|              | HIER WOHNTE JOSEPH DE BRAVE GEB. 1911 DEPORTIERT 1942 AUS WESTERBORK ERMORDET 31-12-1942 AUSCHWITZ                                     | Veenbergplein 10 zwart Haarlem         | Joseph de Brave (1911–1942)                        |
|              | HIER WOHNTE SALOMON CHARLES DE BRAVE GEB. 1938 DEPORTIERT 18-9-1942 AUS WESTERBORK ERMORDET 21-9-1942 AUSCHWITZ                        | Veenbergplein 10 zwart Haarlem         | Salomon Charles de Brave (1938–1942)               |
|              | HIER WOHNTE JOHANNA MARIA THERESIA DE BRAVE-PERELS GEB. 1913 DEPORTIERT 18-9-1942 AUS WESTERBORK ERMORDET 21-9-1942 AUSCHWITZ          | Veenbergplein 10 zwart Haarlem         | Johanna Maria Theresia de Brave-Perels (1913–1942) |
|              | HIER WOHNTE HERMAN CALFF GEB. 1888 DEPORTIERT 6.7.1943 AUS WESTERBORK ERMORDET 9.7.1943 SOBIBOR                                        | Kinderhuissingel 104 Haarlem           | Herman Calff (1888–1943)                           |
|              | HIER WOHNTE RIKA CALFF-STOPPELMAN GEB. 1883 WITWE VON MOZES LEVI ZWARTSER DEPORTIERT 6.7.1943 AUS WESTERBORK ERMORDET 9.7.1943 SOBIBOR | Kinderhuissingel 104 Haarlem           | Rika Calff-Stoppelman (1883–1943)                  |
|              | HIER WOHNTE BAREND CHAPON GEB. 1884 VERHAFTET 1.2.1943 FÜSILIERT 2.2.1943 BLOEMENDAAL                                                  | Spaarnelaan 25 Haarlem                 | Barend Chapon (1884–1943)                          |
|              | HIER WOHNTE BERTHA ANNA CHAPON GEB. 1918 DEPORTIERT 9.2.1943 AUS WESTERBORK ERMORDET 12.2.1943 BIRKENAU                                | Haarlem, Spaarnelaan 25                | Bertha Anna Chapon (1918–1943)                     |
|              | HIER WOHNTE HARTOG SAMUEL CHAPON GEB. 1917 DEPORTIERT 9.2.1943 AUS WESTERBORK ERMORDET 12.2.1943 BIRKENAU                              | Haarlem, Spaarnelaan 25                | Hartog Samuel Chapon (1917–1943)                   |
|              | HIER WOHNTE JENNY CHAPON GEB. 1909 DEPORTIERT 9.2.1943 AUS WESTERBORK ERMORDET 12.2.1943 BIRKENAU                                      | Haarlem, Spaarnelaan 25                | Jenny Chapon (1909–1943)                           |
|              | HIER WOHNTE MIETJE CHAPON-ZILVERBERG GEB. 1881 DEPORTIERT 9.2.1943 AUS WESTERBORK ERMORDET 12.2.1943 BIRKENAU                          | Haarlem, Spaarnelaan 25                | Mietje Chapon-Zilverberg (1881–1943)               |
|              | HIER WOHNTE ELISABETH KLARA CITROEN GEB. 1904 DEPORTIERT 3-9-1944 AUS WESTERBORK ERMORDET 6-9-1944 AUSCHWITZ                           | Brouwerskade 65 Haarlem                | Elisabeth Klara Citroen (1904–1944)                |
|              | HIER WOHNTE CONSTANCE CITROEN-BRAMSON GEB. 1868 DEPORTIERT 3-9-1944 AUS WESTERBORK ERMORDET 6-9-1944 AUSCHWITZ                         | Brouwerskade 65 Haarlem                | Constance Citroen-Bramson (1868–1944)              |
|              | HIER WOHNTE GRETHA À COHEN GEB. 1930 DEPORTIERT 1944 AUS WESTERBORK ERMORDET 7-7-1944 AUSCHWITZ                                        | Veenbergplein 8 Haarlem                | Gretha à Cohen (1930–1944)                         |
|              | HIER WOHNTE MATTHIJS À COHEN GEB. 1904 DEPORTIERT 1944 AUS WESTERBORK ERMORDET 28-2-1945 MIDDEN-EUROPA                                 | Veenbergplein 8 Haarlem                | Matthijs à Cohen (1904–1945)                       |
|              | HIER WOHNTE PAULA À COHEN GEB. 1933 DEPORTIERT 1944 AUS WESTERBORK ERMORDET 7-7-1944 AUSCHWITZ                                         | Veenbergplein 8 Haarlem                | Paula à Cohen (1933–1944)                          |
|              | HIER WOHNTE ROSETTA À COHEN-REIMER GEB. 1899 DEPORTIERT 1944 AUS WESTERBORK ERMORDET 7-7-1944 AUSCHWITZ                                | Veenbergplein 8 Haarlem                | Rosetta à Cohen-Reimer (1899–1944)                 |
|              | HIER WOHNTE LUDOVICUS ABRAHAM DANIËLS GEB. 1911 ERMORDET 11-6-1943 SOBIBOR                                                             | Westergracht 65 Haarlem                | Ludovicus Abraham Daniëls (1911–1943)              |
|              | HIER WOHNTE GEORGES DONDORP GEB. 1909 FLUCHT IN DEN TOD 16.5.1940 HAARLEM                                                              | Bakenessergracht 38 Haarlem            | George Dondorps (1909–1940)                        |
|              | HIER WOHNTE ELISABETH DUNDORP-DINGSDAG GEB. 1908 FLUCHT IN DEN TOD 16.5.1940 HAARLEM                                                   | Bakenessergracht 38 Haarlem            | Elisabeth Dondorp-Dingsdag (1908–1940)             |
|              | HIER WOHNTE PHILIP FRANK GEB. 1910 VERHAFTET 31.1.1943 FÜSILIERT 2.2.1943 BLOEMENDAAL                                                  | Ripperdapark 26 Haarlem                | Philip Frank (1910–1943)                           |
|              | HIER WOHNTE BERTHA FRANK-DINNER GEB. 1909 DEPORTIERT 9.2.1943 AUS WESTERBORK ERMORDET 12.2.1943 AUSCHWITZ                              | Ripperdapark 26 Haarlem                | Bertha Frank-Dinner (1909–1943)                    |
|              | HIER WOHNTE MICHIEL SIMON GAARKEUKEN GEB. 1903 FLUCHT 1943 SCHICKSAL UNBEKANNT                                                         | Ridderstraat 6 Haarlem                 | Michiel Simon Gaarkeuken (1903–?)                  |
|              | HIER WOHNTE DUIFJE GAARKEUKEN-PEPER GEB. 1875 DEPORTIERT 28-8-1942 AUS WESTERBORK ERMORDET 31-8-1942 AUSCHWITZ                         | Ridderstraat 6 Haarlem                 | Duifje Gaarkeuken-Peper (1875–1942)                |
|              | HIER WOHNTE JACOB GANS GEB. 1920 DEPORTIERT 1944 AUS WESTERBORK ERMORDET 10.4.1945 BERGEN-BELSEN                                       | Ridderstraat 6 Haarlem                 | Jacob Gans (1920–1945)                             |
|              | HIER WOHNTE TOM SEBASTIAAN GANS GEB. 16.6.1944 DEPORTIERT 1944 AUS WESTERBORK ERMORDET 1.9.1944 BERGEN-BELSEN                          | Ridderstraat 6 Haarlem                 | Tom Sebastiaan Gans (1944–1944)                    |
|              | HIER WOHNTE CELINE GANS-CHITS GEB. 1911 DEPORTIERT 1944 AUS WESTERBORK ERMORDET 19.4.1945 SCHIPKAU                                     | Ridderstraat 6 Haarlem                 | Celine Gans-Chits (1911–1945)                      |
|              | HIER WOHNTE DAVID GOUD GEB. 1915 DEPORTIERT 28.8.1942 AUS WESTERBORK ERMORDET 30.4.1943 MITTELEUROPA                                   | Ridderstraat 6 Haarlem                 | David Goud (1915–1943)                             |
|              | HIER WOHNTE ELIAS GOUD GEB. 1881 DEPORTIERT 28.8.1942 AUS WESTERBORK ERMORDET 31.8.1942 AUSCHWITZ                                      | Ridderstraat 6 Haarlem                 | Elias Goud (1881–1942)                             |
|              | HIER WOHNTE TRUITJE SARA GOUD GEB. 1908 DEPORTIERT 1942 AUS WESTERBORK ERMORDET 31.10.1943 SOBIBOR                                     | Ridderstraat 6 Haarlem                 | Truitje Sara Goud (1908–1943)                      |
|              | HIER WOHNTE BERTHA GOUD-STAAL GEB. 1877 DEPORTIERT 28.8.1942 AUS WESTERBORK ERMORDET 31.8.1942 AUSCHWITZ                               | Ridderstraat 6 Haarlem                 | Bertha Goud-Staal (1877–1942)                      |
|              | HIER WOHNTE HENRI HOEK GEB. 1909 DEPORTIERT 18-5-1943 AUS WESTERBORK ERMORDET 21-5-1943 SOBIBOR                                        | Van der Vinnestraat 9 Haarlem          | Henri Hoek (1909–1943)                             |
|              | HIER WOHNTE JACQUES HOEK GEB. 1880 DEPORTIERT 20-4-1943 AUS WESTERBORK ERMORDET 23-4-1943 SOBIBOR                                      | Van der Vinnestraat 9 Haarlem          | Jacques Hoek (1880–1943)                           |
|              | HIER WOHNTE THEODOR ANDRIES HOEK GEB. 1925 DEPORTIERT 1-6-1943 AUS WESTERBORK ERMORDET 4-6-1943 SOBIBOR                                | Van der Vinnestraat 9 Haarlem          | Theodor Andries Hoek (1925–1943)                   |
|              | HIER WOHNTE ROOSJE HOEK-PRINS GEB. 1881 DEPORTIERT 20-4-1943 AUS WESTERBORK ERMORDET 23-4-1943 SOBIBOR                                 | Van der Vinnestraat 9 Haarlem          | Roosje Hoek-Prins (1881–1943)                      |
|              | HIER WOHNTE GABRIËL JACOBS GEB. 1898 DEPORTIERT 1.6.1943 AUS WESTERBORK ERMORDET 4.6.1943 SOBIBOR                                      | Pijntorenstraat 20 Haarlem             | Gabriël Jacobs (1898–1943)                         |
|              | HIER WOHNTE HERMAN MAX JACOBS GEB. 1934 DEPORTIERT 1.6.1943 AUS WESTERBORK ERMORDET 4.6.1943 SOBIBOR                                   | Pijntorenstraat 20 Haarlem             | Herman Max Jacobs (1934–1943)                      |
|              | HIER WOHNTE ALICE ELKAN RIWKA JACOBS-MARCUS GEB. 1896 DEPORTIERT 1.6.1943 AUS WESTERBORK ERMORDET 4.6.1943 SOBIBOR                     | Pijntorenstraat 20 Haarlem             | Alice Elkan Riwka Jacobs-Marcus (1896–1943)        |
|              | HIER WOHNTE MEIJER JOËL GEB. 1930 DEPORTIERT 22-1-1943 AUS APELDOORNSCHE BOSCH ERMORDET 25-1-1943 AUSCHWITZ                            | Bisschop Ottostraat 29 Haarlem         | Meijer Joël (1930–1943)                            |
|              | HIER WOHNTE WILHELMINA SOPHIA JOËL GEB. 1928 DEPORTIERT 27-4-1943 AUS WESTERBORK ERMORDET 30-4-1943 SOBIBOR                            | Bisschop Ottostraat 29 Haarlem         | Wilhelmina Sophia Joël (1928–1943)                 |
|              | HIER WOHNTE AALTJE JOËL-OLMAN GEB. 1901 DEPORTIERT 27-4-1943 AUS WESTERBORK ERMORDET 30-4-1943 SOBIBOR                                 | Bisschop Ottostraat 29 Haarlem         | Aaltje Joël-Olman(1901–1943)                       |
|              | HIER WOHNTE CORRIE DE JONG GEB. 1929 DEPORTIERT 28.8.1942 AUS WESTERBORK ERMORDET 31.8.1942 AUSCHWITZ                                  | Bakenessergracht 48 Haarlem            | Corrie de Jong (1929–1942)                         |
|              | HIER WOHNTE ELIE DE JONG GEB. 1927 DEPORTIERT 1942 AUS WESTERBORK ERMORDET 30.4.1943 MIDDEN-EUROPA                                     | Bakenessergracht 48 Haarlem            | Elie de Jong (1927–1943)                           |
|              | HIER WOHNTE HARTOG SIMON DE JONG GEB. 1918 DEPORTIERT 1942 AUS WESTERBORK ERMORDET 28.2.1943 AUSCHWITZ                                 | Bakenessergracht 48 Haarlem            | Hartog Simon de Jong (1918–1943)                   |
|              | HIER WOHNTE JACOB DE JONG GEB. 1927 DEPORTIERT 1942 AUS WESTERBORK ERMORDET 30.4.1943 MIDDEN-EUROPA                                    | Bakenessergracht 48 Haarlem            | Jacob de Jong (1921–1943)                          |
|              | HIER WOHNTE SCHOONTJE DE JONG GEB. 1917 DEPORTIERT 1944 AUS WESTERBORK ERMORDET 31-8-1944 AUSCHWITZ                                    | Bakenessergracht 48 Haarlem            | Schoontje de Jong (1917–1944)                      |
|              | HIER WOHNTE SIMON DE JONG GEB. 1884 DEPORTIERT 28.8.1942 AUS WESTERBORK ERMORDET 31.8.1942 AUSCHWITZ                                   | Bakenessergracht 48 Haarlem            | Simon de Jong (1884–1942)                          |
|              | HIER WOHNTE RACHEL DE JONG- COHEN DE SOLLA GEB. 1892 DEPORTIERT 16.11.1943 AUS WESTERBORK ERMORDET 19.11.1943 AUSCHWITZ                | Bakenessergracht 48 Haarlem            | Rachel de Jong-Cohen de Solla (1892–1943)          |
|              | HIER WOHNTE BETSY KETELLAPPER GEB. 1924 DEPORTIERT 25-5-1943 AUS WESTERBORK ERMORDET 28-5-1943 SOBIBOR                                 | Bisschop Ottostraat 29 Haarlem         | Betsy Ketellapper (1924–1943)                      |
|              | HIER WOHNTE HARTOG KETELLAPPER GEB. 1893 DEPORTIERT 25-5-1943 AUS WESTERBORK ERMORDET 28-5-1943 SOBIBOR                                | Bisschop Ottostraat 29 Haarlem         | Hartog Ketellapper (1893–1943)                     |
|              | HIER WOHNTE RACHEL KETELLAPPER GEB. 1927 DEPORTIERT 25-5-1943 AUS WESTERBORK ERMORDET 28-5-1943 SOBIBOR                                | Bisschop Ottostraat 29 Haarlem         | Rachel Ketellapper (1927–1943)                     |
|              | HIER WOHNTE ROOSJE KETELLAPPER GEB. 1932 DEPORTIERT 25-5-1943 AUS WESTERBORK ERMORDET 28-5-1943 SOBIBOR                                | Bisschop Ottostraat 29 Haarlem         | Roosje Ketellapper (1932–1943)                     |
|              | HIER WOHNTE SAMUEL KETELLAPPER GEB. 1929 DEPORTIERT 25-5-1943 AUS WESTERBORK ERMORDET 28-5-1943 SOBIBOR                                | Bisschop Ottostraat 29 Haarlem         | Samuel Ketellapper (1929–1943)                     |
|              | HIER WOHNTE SARA VAN KONINGSBRUGGE- DE JONG GEB. 1914 DEPORTIERT 1944 AUS WESTERBORK ERMORDET 21-1-1945 AUSCHWITZ                      | Bakenessergracht 48 Haarlem            | Sara van Koningsbrugge-de Jong (1914–1945)         |
|              | HIER WOHNTE ABRAHAM MANHEIM GEB. 1915 DEPORTIERT 1942 AUS WESTERBORK ERMORDET 28.2.1943 AUSCHWITZ                                      | Kinderhuisvest 3 Haarlem               | Abraham Manheim (1915–1943)                        |
|              | HIER WOHNTE MARCUS MELIONO GEB. 1910 DEPORTIERT 17-3-1943 AUS WESTERBORK ERMORDET 20-3-1943 SOBIBOR                                    | Oudaenstraat 15 Haarlem                | Marcus Meliono (1910–1943)                         |
|              | HIER WOHNTE MARGARETHA FREDERIKA MELIONO-CAUVEREN GEB. 1914 DEPORTIERT 17-3-1943 AUS WESTERBORK ERMORDET 20-3-1943 SOBIBOR             | Oudaenstraat 15 Haarlem                | Margaretha Fredrika Meliono-Cauveren (1914–1943)   |
|              | HIER WOHNTE MARIE ROOZENDAAL GEB. 1888 DEPORTIERT 3.9.1944 AUS WESTERBORK ERMORDET 5.9.1942[sic!] AUSCHWITZ                            | Bakenessergracht 43 Haarlem            | Marie Roozendaal (1888–1944)                       |
|              | HIER WOHNTE DAVID SANDERS GEB. 1902 DEPORTIERT 7.9.1943 AUS WESTERBORK ERMORDET 10.9.1943 AUSCHWITZ                                    | Delftlaan 193 Haarlem                  | David Sanders (1902–1943)                          |
|              | HIER WOHNTE ELBERT DAAN SANDERS GEB. 1939 DEPORTIERT 7.9.1943 AUS WESTERBORK ERMORDET 10.9.1943 AUSCHWITZ                              | Delftlaan 193 Haarlem                  | Elbert Daan Sanders (1939–1943)                    |
|              | HIER WOHNTE ELINE SANDERS GEB. 1932 DEPORTIERT 7.9.1943 AUS WESTERBORK ERMORDET 10.9.1943 AUSCHWITZ                                    | Delftlaan 193 Haarlem                  | Eline Sanders (1932–1943)                          |
|              | HIER WOHNTE MARIE LENA SANDERS GEB. 1934 DEPORTIERT 7.9.1943 AUS WESTERBORK ERMORDET10.9.1943 AUSCHWITZ                                | Delftlaan 193 Haarlem                  | Marie Lena Sanders (1934–1943)                     |
|              | HIER WOHNTE CLARA SOPHIA SANDERS-KEIZER GEB. 1902 DEPORTIERT 7.9.1943 AUS WESTERBORK ERMORDET 10.9.1943 AUSCHWITZ                      | Delftlaan 193 Haarlem                  | Clara Sophia Sanders-Keizer (1902–1943)            |
|              | HIER WOHNTE NETTA SIGMUND GEB. 1870 DEPORTIERT 23.3.1943 AUS WESTERBORK ERMORDET 26.3.1943 SOBIBOR                                     | Weteringstraat 24 Haarlem              | Netta Sigmund (1870–1943)                          |
|              | HIER WOHNTE SALOMON SIMONS GEB. 1896 DEPORTIERT 29-6-1943 AUS WESTERBORK ERMORDET 2-7-1943 SOBIBOR                                     | Zaanenlaan 79 Haarlem                  | Salomon Simons (1896–1943)                         |
|              | HIER WOHNTE JOHANNA ANNELISE SIMONS-WOUDSTRA GEB. 1909 DEPORTIERT 29-6-1943 AUS WESTERBORK ERMORDET 2-7-1943 SOBIBOR                   | Zaanenlaan 79 Haarlem                  | Johanna Annelise Simons-Woudstra (1909–1943)       |
|              | HIER WOHNTE SAMUEL VIS GEB. 1874 VERHAFTET 1942 GEHENKT 6-11-1942 AMERSFOORT                                                           | Gedempte Schalkburgergracht 31 Haarlem | Samuel Vis (1874–1942)                             |
|              | HIER WOHNTE DEBORA VIS-DE JONG GEB. 1886 DEPORTIERT 12-12-1942 AUS WESTERBORK ERMORDET 15-12-1942 AUSCHWITZ                            | Gedempte Schalkburgergracht 31 Haarlem | Debora Vis-de Jong (1886–1942)                     |
|              | HIER WOHNTE ISRAEL VAN VOOLEN GEB. 1875 ERMORDET 5.11.1942 AUSCHWITZ                                                                   | Spaarne 25 Haarlem                     | Israël van Voolen (1875–1942)                      |
|              | HIER WOHNTE JOHNNY VAN VOOLEN GEB. 1935 DEPORTIERT 31-8-1943 AUS WESTERBORK ERMORDET 3-9-1943 AUSCHWITZ                                | Lorentzplein 11 Haarlem                | Johnny van Voolen (1935–1943)                      |
|              | HIER WOHNTE MAURITS VAN VOOLEN GEB. 1909 DEPORTIERT 1943 AUS WESTERBORK ERMORDET 1-4-1944 WARSCHAU                                     | Lorentzplein 11 Haarlem                | Maurits van Voolen (1909–1944)                     |
|              | HIER WOHNTE JULIE VAN VOOLEN- KAN GEB. 1885 ERMORDET 4.6.1943 SOBIBOR                                                                  | Haarlem, Spaarne 25                    | Julie van Voolen-Kan (1885–1943)                   |
|              | HIER WOHNTE MALLY RUCHEL VAN VOOLEN-ROSENFELD GEB. 1912 DEPORTIERT 31-8-1943 AUS WESTERBORK ERMORDET 3-9-1943 AUSCHWITZ                | Lorentzplein 11 Haarlem                | Mally Ruchel van Voolen-Rosenfeld (1912–1943)      |
|              | HIER WOHNTE BENJAMIN DE VRIES GEB. 1919 DEPORTIERT 1942 AUS WESTERBORK ERMORDET 31-3-1944 SAKRAU                                       | Lourens Costerstraat 15 Haarlem        | Benjamin de Vries (1919–1944)                      |
|              | HIER WOHNTE DORA DE VRIES GEB. 1921 DEPORTIERT 28-8-1942 AUS WESTERBORK ERMORDET 31-8-1942 AUSCHWITZ                                   | Lourens Costerstraat 15 Haarlem        | Dora de Vries (1921–1942)                          |
|              | HIER WOHNTE ELIASAR DE VRIES GEB. 1884 DEPORTIERT 28-8-1942 AUS WESTERBORK ERMORDET 31-8-1942 AUSCHWITZ                                | Lourens Costerstraat 15 Haarlem        | Eliasar de Vries (1884–1942)                       |
|              | HIER WOHNTE ELISABETH DE VRIES GEB. 1917 DEPORTIERT 28-8-1942 AUS WESTERBORK ERMORDET 31-8-1942 AUSCHWITZ                              | Lourens Costerstraat 15 Haarlem        | Elisabeth de Vries (1917–1942)                     |
|              | HIER WOHNTE JACOB DE VRIES GEB. 1884 DEPORTIERT 28-8-1942 AUS WESTERBORK ERMORDET 31-8-1942 AUSCHWITZ                                  | Lourens Costerstraat 15 Haarlem        | Jacob de Vries (1884–1942)                         |
|              | HIER WOHNTE SIMON PHILIP DE VRIES GEB. 1870 DEPORTIERT 1944 AUS WESTERBORK ERMORDET 24.3.1944 BERGEN-BELSEN                            | Bakenessergracht 46 Haarlem            | Simon Philip de Vries (1870–1944)                  |
|              | HIER WOHNTE JUDITH DE VRIES-DE JONG GEB. 1870 DEPORTIERT 1944 AUS WESTERBORK ERMORDET 17.1.1944 BERGEN-BELSEN                          | Bakenessergracht 46 Haarlem            | Judith de Vries-de Jong (1870–1944)                |
|              | HIER WOHNTE MATJE DE VRIES-SCHELLEVIS GEB. 1883 DEPORTIERT 28-8-1942 AUS WESTERBORK ERMORDET 31-8-1942 AUSCHWITZ                       | Lourens Costerstraat 15 Haarlem        | Matje de Vries-Schellevis (1883–1942)              |
|              | HIER WOHNTE HEDWIG WALLACH-PHILIPS GEB. 1877 DEPORTIERT 25-9-1942 AUS WESTERBORK ERMORDET 28-9-1942 AUSCHWITZ                          | Van der Vinnestraat 9 Haarlem          | Hedwig Wallach-Philips(1877–1942)                  |
|              | HIER WOHNTE FRIEDERIKA ZILVERSMIT GEB. 1922 DEPORTIERT 28.8.1942 AUS WESTERBORK ERMORDET 31.8.1942 AUSCHWITZ                           | Lange Wijngaardstraat 14 Haarlem       | Friederika Zilversmit (1922–1942)                  |
|              | HIER WOHNTE NATHANNI MOSES ZILVERSMIT GEB. 1886 DEPORTIERT 28.8.1942 AUS WESTERBORK ERMORDET 31.8.1942 AUSCHWITZ                       | Lange Wijngaardstraat 14 Haarlem       | Nathanni Moses Zilversmit (1886–1942)              |
|              | HIER WOHNTE MINNA ZILVERSMIT-HES GEB. 1890 DEPORTIERT 28.8.1942 AUS WESTERBORK ERMORDET 31.8.1942 AUSCHWITZ                            | Lange Wijngaardstraat 14 Haarlem       | Minna Zilversmit-Hes (1890–1942)                   |
|              | HIER WOHNTE JULES ZWARTSER GEB. 1909 FLUCHT NACH SPANIEN VERHAFTET ERMORDET 31.3.1944 MITTELEUROPA                                     | Kinderhuissingel 104 Haarlem           | Jules Zwartser (1909–1944)                         |

### Heemstede
In Heemstede wurden zwei Stolpersteine an einer Anschrift verlegt. Die Namen aller 162 Opfer der Shoah aus Heemstede finden sich auf dem Joods Monument an der Vrijheidsdreef. Initiiert wurde die Verlegung der beiden Stolpersteine von der Schauspielerin Nel Kars aus Bilthoven, einer Enkelin von Philippe la Chapelle.
| Stolperstein | Übersetzung | Verlegeort   | Name, Leben |
| ------------ | --- | ------------ | --- |
|              | HIER WOHNTE JOHANNE HEDWIG VAN STRAATEN GEB. 1891 VERHAFTET 1942 DEPORTIERT 1944 AUS WESTERBORK VERSTORBEN 12.5.1945 THERESIENSTADT | Binnenweg 91 | Johanne Hedwig van Straaten wurde am 17. Februar 1891 in Den Haag geboren. Ihre Eltern waren Isaac van Straaten und Caroline van Straaten. Sie hatte zumindest eine jüngere Schwester, Marie Mathilde. Am 9. Juli 1912 heiratete sie in Den Haag Philippe Céleste la Chapelle. Das Paar bekam drei Töchter. 1924 wurde die Ehe aufgelöst. Trotz der Scheidung behielt sie den Namen La Chapelle. 1937 übernahm sie die Buchhandlung des Herrn Pistorius und wurde Eigentümerin des Gebäudes Binnenweg 91. Die Buchhandlung wurde umbenannt in Kennemerland, doch findet sich in den Archiven auch der Name Hedwig, ihr Vorname. Sie lebte zunächst ab 31. März 1937 in der Antonis Duycklaan 128 und übersiedelte 1939 in die Maarten Hobbemastraat 25. Frau la Chapelle-van Straaten wurde verhaftet und am 26. November 1942 in Westerborg interniert. Sie wurde am 4. oder 5. September 1944 nach Theresienstadt deportiert. Obwohl jüdischer Abstammung lebte sie als Christin. Sie bekannte sich zu den Lammisten, auch: Remonstrantische Taufgesinnte, einer Gruppierung innerhalb der niederländischen und norddeutschen Mennoniten. Sie starb am 12. Mai 1945 in Theresienstadt, vier Tage nach der Befreiung des Konzentrationslagers durch die Rote Armee, mutmaßlich aufgrund von Erschöpfung, Mangelernährung und Krankheit. Auch ihre Schwester verlor im Zuge der Shoah ihr Leben. Die Namen beider Schwestern wurden 1995 in einer In Memoriam-Liste von 140 „ermordeten oder vermissten jüdischen Bürgern aus Heemstede“ verzeichnet. |
|              | HIER WOHNTE MARIE MATHILDE VAN STRAATEN GEB. 1897 VERHAFTET 1942 DEPORTIERT 1943 AUS WESTERBORK ERMORDET 21.1.1943 AUSCHWITZ        | Binnenweg 91 | Marie Mathilde van Straaten wurde am 27. August 1897 in Den Haag geboren. Ihre Eltern waren Isaac van Straaten und Caroline van Straaten. Sie hatte zumindest eine ältere Schwester, Johanne Hedwig. Sie war unverheiratet und wohnte von Juni 1940 bis Ende November 1941 im obersten Stockwerk des Hauses Binnenweg 91. Sie wurde verhaftet, deportiert und am 21. Januar 1943 im Vernichtungslager Auschwitz ermordet. Auch ihre Schwester verlor in Folge der Shoah ihr Leben. Die Namen beider Schwestern wurden 1995 in einer In Memoriam-Liste von 140 ermordeten oder vermissten jüdischen Bürgern aus Heemstede verzeichnet. |

### Zandvoort
In Zandvoort wurden vier Stolpersteine an einer Anschrift verlegt.
| Stolperstein | Übersetzung | Verlegeort             | Name, Leben                               |
| ------------ | --- | ---------------------- | ----------------------------------------- |
|              | HIER WOHNTE HARTOG BENJAMIN 'HARRY' BLOEMENDAL GEB. 1921 DEPORTIERT 1943 AUS WESTERBORK ERMORDET31-3-1944 AUSCHWITZ | Zeestraat 21 Zandvoort | Hartog Benjamin Bloemendal (1921–1944)    |
|              | HIER WOHNTE PHILIP BLOEMENDAL GEB. 1918 UNTERGETAUCHT 1942 ENKHUIZEN BEFREIT                                        | Zeestraat 21 Zandvoort | Philip Bloemendal (1918–1999)             |
|              | HIER WOHNTE REBECKA BLOEMENDAL- ZILVERBERG GEB. 1885 DEPORTIERT 4-9-1942 AUS WESTERBORK ERMORDET 7-9-1942 AUSCHWITZ | Zeestraat 21 Zandvoort | Rebecka Bloemendal-Zilverberg (1885–1942) |
|              | HIER WOHNTE ROOSJE ZILVERBERG GEB. 1889 DEPORTIERT 4-9-1942 AUS WESTERBORK ERMORDET 7-9-1942 AUSCHWITZ              | Zeestraat 21 Zandvoort | Roosje Zilverberg (1889–1942)             |

## Verlegedaten

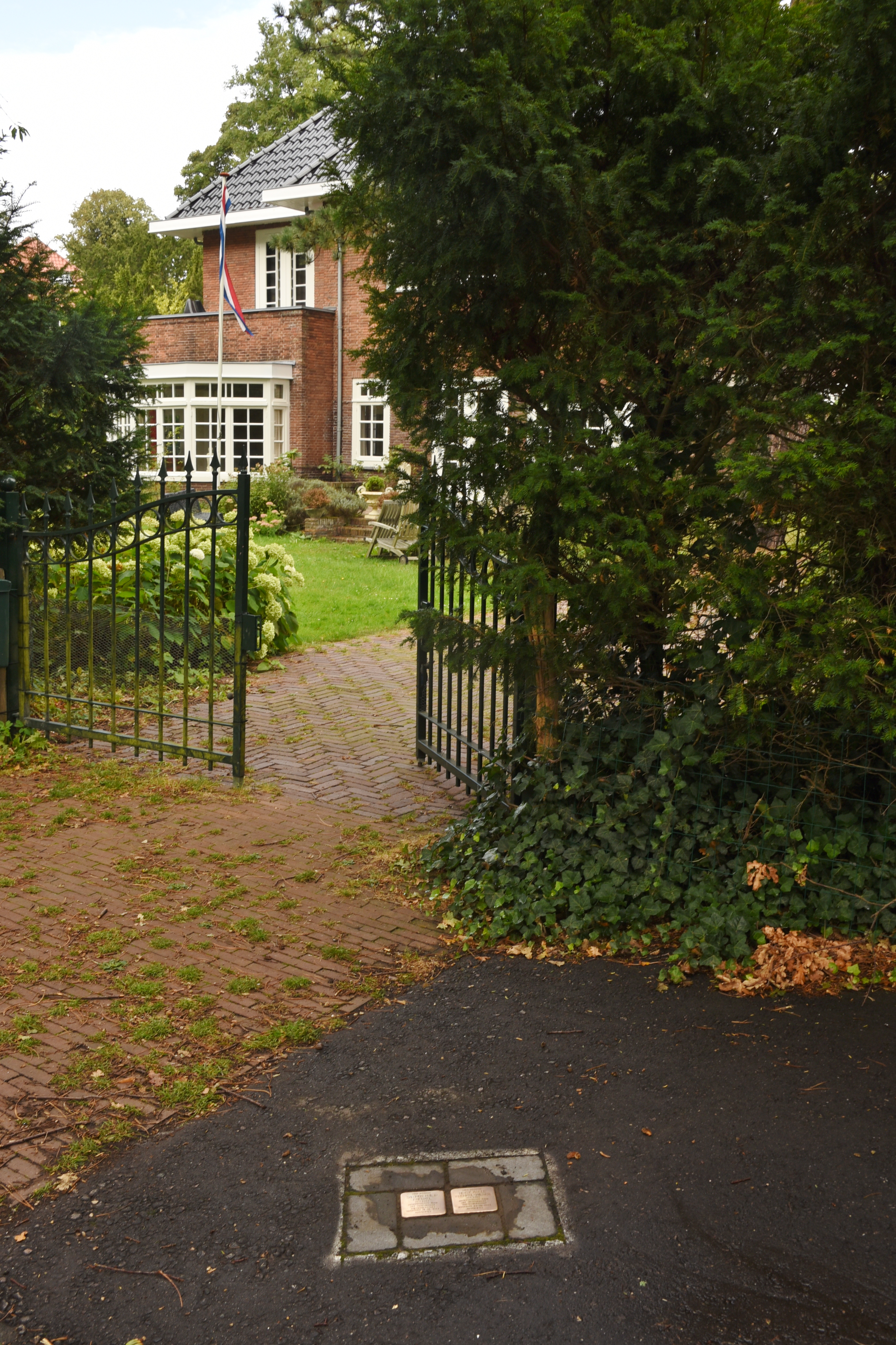
Stolpersteine in Bloemendaal

- 1. März 2013: Haarlem (Spaarnelaan 25)
- 29. Februar 2016: Bloemendaal (Aerdenhout)
- 26. Mai 2021: Heemstede (statt 4. Oktober 2019)
- 3. März 2022: Haarlem (Jansstraat 87, Kinderhuissingel, Lange Wijngaardstraat 14, Pijntorenstraat 20, Ripperdapark 26)
- 14. April 2022: Beverwijk, Bloemendaal (Overveen), Haarlem (Bakenessergracht 38, 43, 46 und 48, Duinoordstraat 28, Kinderhuisvest 3, Ridderstraat 6, Weteringstraat 24)
- 28. April 2022: Haarlem (Delftlaan 193)
- 19. Mai 2022: Haarlem (Spaarnelaan 25)
- 12. November 2022: Zandvoort